# 煎茶街道 (成都市)
煎茶街道，原为煎茶镇，是中华人民共和国四川省成都市双流区下辖的一个乡镇级行政单位。2019年12月，撤镇设街道，煎茶街道办事处驻正溪下街19号。

## 行政区划
煎茶街道下辖以下地区：
煎茶溪社区、鸿湘村、老龙村、茶林村、青松村、五里村、高庙村、尖山村、沿溪村、平安村和鹿溪河村。